# 伝符
伝符（でんぷ）とは、古代の伝馬制において、伝使に対して使用資格を証明するために与えられた符のこと。

## 概要
中国における駅伝制では、伝符を駅に提示にすることで車馬を利用することが可能であったが、日本では駅馬は駅鈴、伝馬は伝符を提示させた。
現存する伝符がないため、その形状については諸説あり、中国のそれと同じ銅製とする説、関契に合わせて木製とする説、公文書としての符の形式に合わせて紙製であったとする説が存在する。
伝符によって動員可能な伝馬の数は剋（きざみ）の数によって決められており、剋の数は使者に予定された者の位階によって異なった。すなわち、親王・一位は30剋、二位・三位は20剋、四位は12剋、五位は10剋、6-8位は4剋、初位以下は3剋と定められていた。駅鈴による馬の動員可能数より伝符による馬の動員可能数の方が多いのは、伝馬の実務的な運営者である郡司などの地方豪族を経済的に牽制する手段として用いられていたからと考えられている。時代が下るにつれて剋数以上の馬を要求するなどの違法行為が問題視され、伝馬制の衰退に拍車をかけることになった。また、伝符自体も形骸化し、永延元年7月20日付の太政官符（『類聚符宣抄』巻8）によれば、当時（10世紀末）国司が任地に赴くために伝馬を用いる際には、任符（除目の際に新国司に与えられる補任の太政官符）に「伝符一枚四刻」と記載されて伝符の代替とされ、伝符そのものの発給が行われていなかったという。